# اچ‌ام‌اس سی‌لایون (اس۰۷)
اچ‌ام‌اس سی‌لایون (اس۰۷) (به انگلیسی: HMS Sealion (S07)) یک زیردریایی بود که طول آن ۸۸٫۴ متر (۲۹۰ فوت) بود. این زیردریایی در سال ۱۹۵۹ ساخته شد.